# Mitteltransdanubien

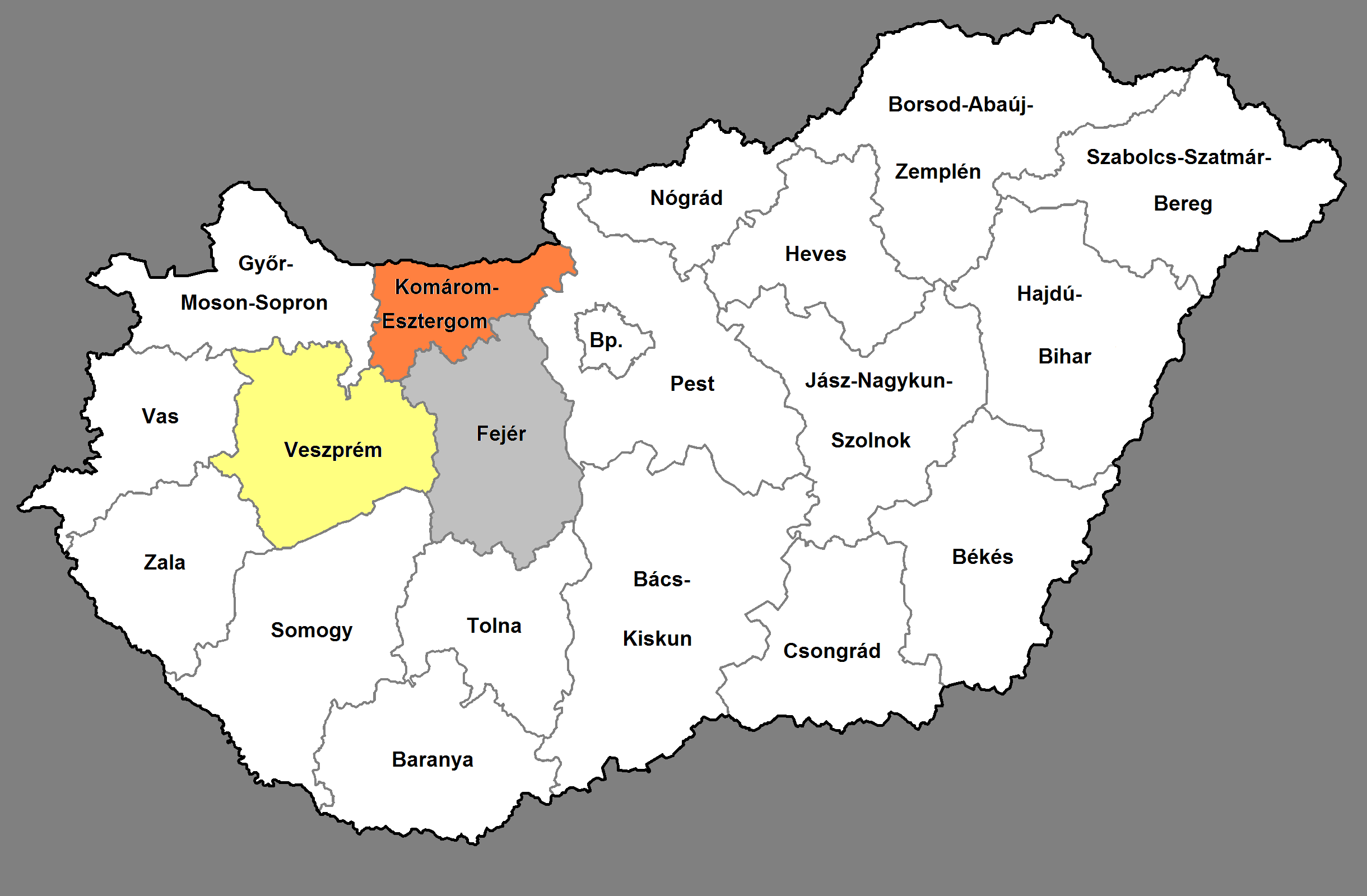
Komitate Mitteltransdanubiens hervorgehoben

Mitteltransdanubien (ungarisch: Közép-Dunántúl) ist eine von sieben Regionen Ungarns auf NUTS-2-Basis (Code: HU21) und ein Teil von Transdanubien (lat. jenseits der Donau). Die Region besteht aus den drei Komitaten
- Komárom-Esztergom
- Fejér und
- Veszprém.

Die größten Städte Mitteltransdanubiens sind Tatabánya, Székesfehérvár, Dunaújváros und Veszprém. Die Region hat 1.098.654 Einwohner und hat eine Fläche von 11.237 km².

## Lage
Die Region liegt im nördlichen Teil Ungarns und grenzt an die Slowakei. Die vier benachbarten Regionen sind Westtransdanubien im Westen, Südtransdanubien im Süden und Mittelungarn und die Südliche Große Tiefebene im Osten.